# هانس اشتورم
هانس اشتورم (به آلمانی: Hans Sturm) بازیکن فوتبال و هافبک اهل آلمان است که از سال ۱۹۵۸ میلادی عضو تیم ملی فوتبال آلمان بوده‌است. وی در ۳ بازی ملی حضور داشته است و آخرین بازی ملی خود را در سال ۱۹۶۲ میلادی انجام داد. هانس اشتورم در بازی‌های ملی‌اش گلی به ثمر نرساند.